# Discípulos de Emaús

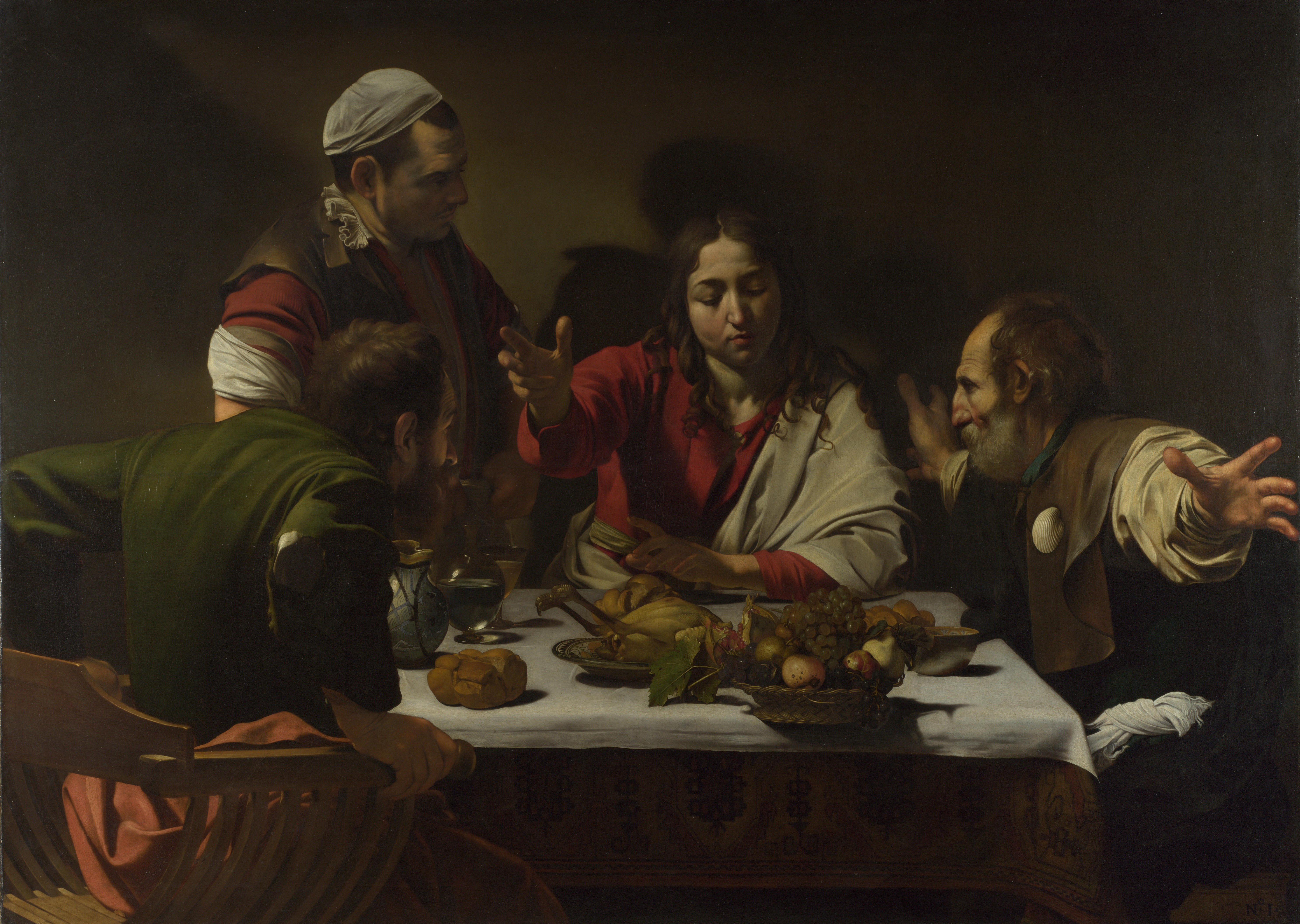
A Ceia em Emaús.
1601. Por Caravaggio, atualmente na National Gallery, em Londres.

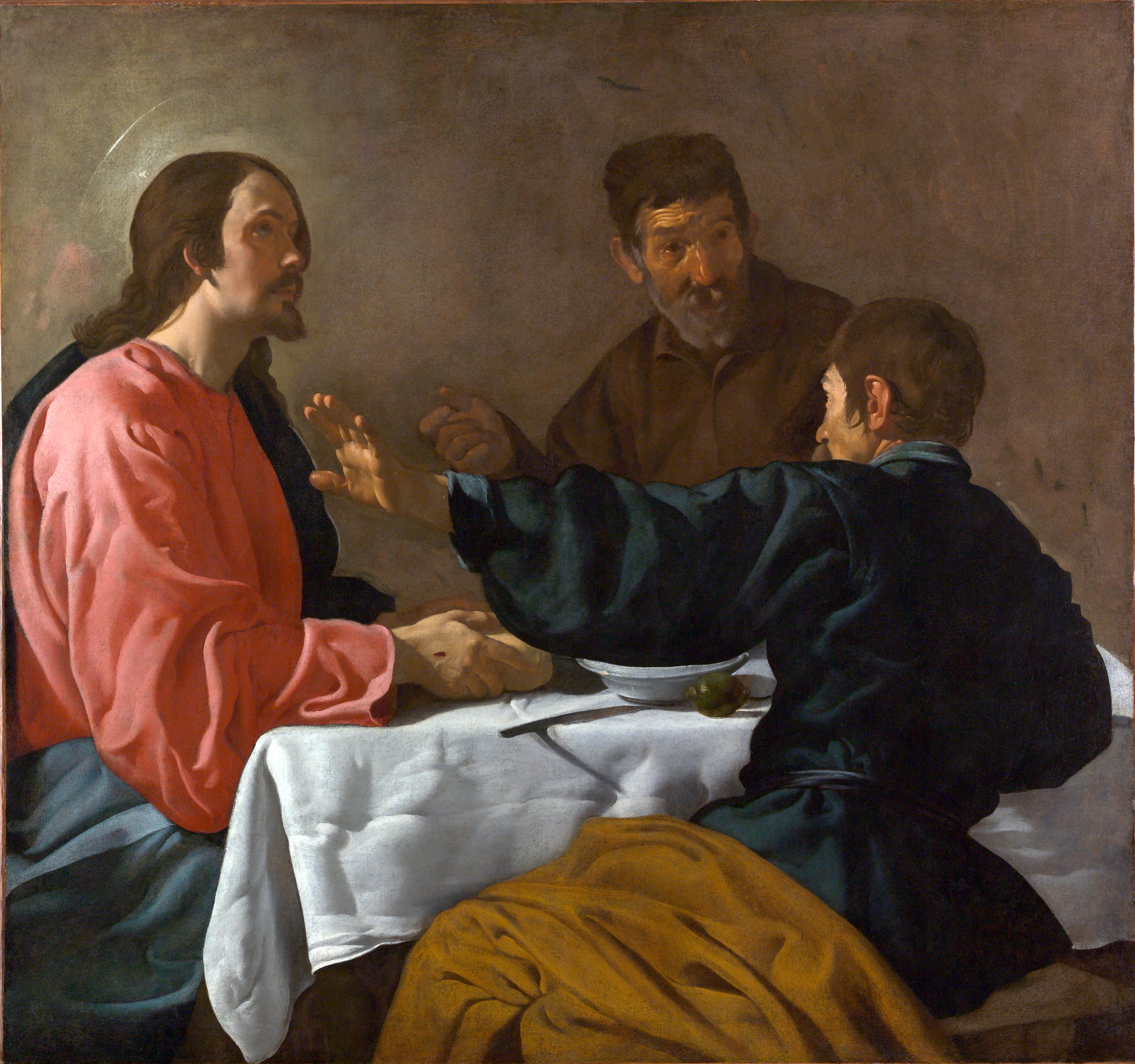
Jantar em Emaús.
1618. Por Diego Velázquez, atualmente no Metropolitan Museum of Art, em Nova Iorque.

Discípulos de Emaús é uma das primeiras aparições de Jesus após a ressurreição, logo após a sua crucificação e à descoberta do túmulo vazio. Tanto o "Encontro na estrada para Emaús" quanto o subsequente Jantar em Emaús, que relata uma refeição que Jesus teve com os dois discípulos após o encontro na estrada, se tornaram temas muito populares na arte. Adicionalmente, o evento se tornou um ponto de inspiração para batizar diversos movimentos religiosos, serviços e atividades cristãs.
O episódio está descrito em Lucas 24:13–35, onde se lê também a expressão “fica conosco, Senhor” (em latim: Mane nobiscum Domine), que inspirou diversos textos, orações e canções.

## Narrativa bíblica
O Evangelho de Lucas descreve um encontro na estrada e uma refeição posterior, narrando como um discípulo de nome Cléopas estava viajando em direção a Emaús com um colega quando eles se encontraram com Jesus. A princípio, eles não o reconheceram e discutiram a tristeza que sentiam com os eventos recentes (a morte de Jesus). Eles o convenceram então a segui-los e a juntar-se a eles numa refeição, durante a qual eles o reconheceram.
Em Marcos 16:12–13 há um relato similar, que descreve a aparição de Jesus a dois discípulos enquanto eles estavam andando numa zona rural, quase que no mesmo ponto da narrativa evangélica, embora Marcos não nos dê o nome e nem o destino destes discípulos:
| “ | «Depois disto manifestou-se sob outra forma a dois deles que iam a caminho para o campo. Eles foram anunciá-lo aos mais, mas nem a estes deram crédito.» (Marcos 16:12–13) | ” |

O Evangelho de Lucas afirma que Jesus ficou com os discípulos e jantou com eles após o encontro na estrada:
| “ | «Aproximando-se da aldeia para onde iam, deu ele a entender que ia para mais longe. Mas eles o constrangeram, dizendo: Fica em nossa companhia, porque é tarde e o dia já declinou. Ele entrou para ficar com eles.» (Lucas 24:28–29) | ” |

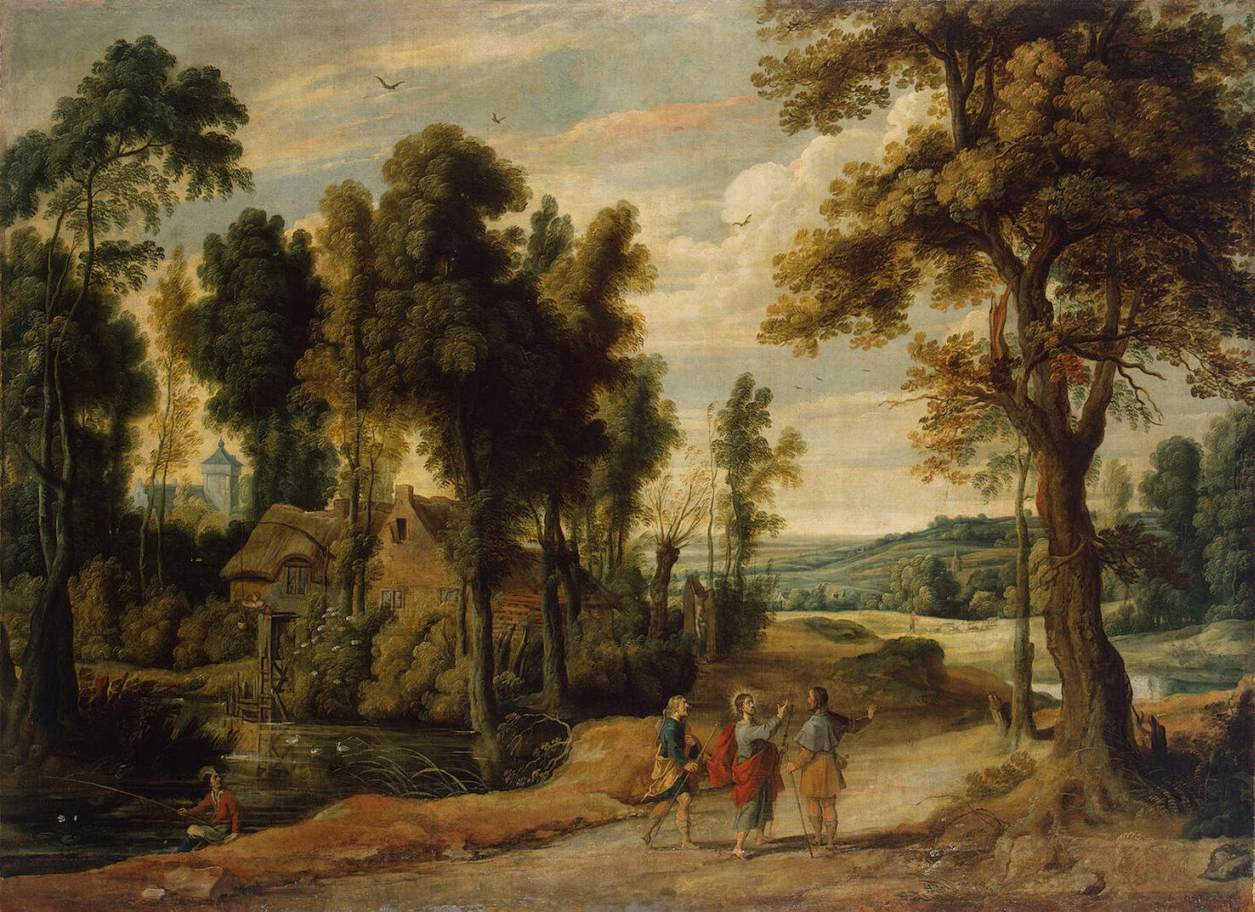
Estrada para Emaús.
1640. Por Jan Wildens, atualmente no Museu Hermitage, em São Petersburgo.

A narrativa detalhada deste episódio é geralmente considerada como uma das melhores narrativas de uma cena bíblica no Evangelho de Lucas. No relato, quando Jesus apareceu a Cléopas e o outro discípulo, a princípio os "olhos deles não o puderam reconhecer". Posteriormente, quando Jesus, "estando com eles à mesa, tomando o pão, deu graças, e, partindo-o, dava-lhes", eles o reconheceram. B. P. Robinson argumenta que isto significa que o reconhecimento ocorreu durante a refeição, mas Raymond Blacketer nota que "Muitos, talvez a maioria, comentaristas, antigos, modernos e entre eles, enxergaram na revelação da identidade de Jesus durante a quebra do pão como tendo alguma forma de referência ou implicação eucarística".
Muitos dos gnósticos acreditavam que Jesus, não sendo de fato humano, seria capaz de mudar sua aparência à vontade e que estes relatos, juntamente com outros nos apócrifos gnósticos, suportam essa crença.

## Na arte
Tanto o encontro na estrada como o subsequente jantar foram representados na arte, mas este último recebeu mais atenção. A arte medieval tende a mostrar o momento antes do reconhecimento de Jesus; Cristo geralmente veste um grande e pomposo chapéu para ajudar a explicar a falha em reconhecê-lo dos discípulos. Este é em geral um grande chapéu de peregrino com um broche ou, mais raramente, um chapéu judeu.
A pintura do jantar de Rembrandt (1648), atualmente no Louvre, se desenvolve sobre um rascunho que ele fez seis anos antes, no qual o discípulo a sua esquerda havia levantado com as mãos juntas em oração. Em ambas, os discípulos estão espantados, maravilhados, mas não com medo. O servo ignora completamente o momento teofânico que ali acontece.
Ambas versões de Caravaggio, a de Londres e a de Milão, que têm seis anos de diferença entre si, imitam a cor natural muito bem, mas foram criticadas por falta de decoro. O pintor mostrou Jesus sem a barba e a pintura de Londres mostra frutas sobre a mesa que estariam fora de estação. Além disso, o estalajadeiro aparece servindo vestindo um chapéu.
Entre outros artistas que pintaram o jantar estão Jacopo Bassano, Pontormo, Vittore Carpaccio, Philippe de Champaigne, Albrecht Dürer, Benedetto Gennari, Jacob Jordaens, Marco Marziale, Pedro Orrente, Tintoretto, Ticiano, Velázquez e Paolo Veronese. O jantar também foi tema escolhido por um dos mais bem-sucedidos falsários de Vermeer, Han van Meegeren.